# セレモ
株式会社セレモ（英: CEREMO Co.,Ltd.）は、千葉県船橋市に本社を置く冠婚葬祭の会社である。千葉県・東京都・茨城県に葬儀式場を展開している。直営の多目的宴会施設として、柏市にハート柏迎賓館がある。

## 葬儀式場
- 船橋駅北口ホール
- 西船橋駅ホール
- 高根ホール
- 前原駅ホール
- 小室駅ホール
- 北習志野駅ホール
- 大神宮下駅ホール
- 千葉天台穴川ホール
- 稲毛駅ホール
- ハートホール稲毛海岸
- 千葉寺駅ホール
- 千葉駅北口ホール
- 都賀駅ホール
- 新検見川駅ホール
- 八千代台花見川ホール
- 勝田台駅ホール
- ハートホール志津
- 京成佐倉駅ホール
- 鎌ケ谷ホール
- 京成津田沼駅ホール
- 五井駅ホール
- 新松戸ホール
- 馬橋駅ホール
- 八柱駅ホール
- 東松戸ホール
- 市川本八幡ホール
- 行徳駅ホール
- 柏ホール
- 我孫子駅ホール
- 取手駅ホール
- 江戸川ホール
- 新小岩ホール

## 多目的宴会施設
- ハート柏迎賓館（旧：マリアチャペル　マリベール柏）

## 貸切バス・送迎バス
- ハート観光

## 貸衣装
- 貸し衣裳センター